# Aglaojoppa lamellata
Aglaojoppa lamellata là một loài tò vò trong họ Ichneumonidae.